# Dalmannia picta
Dalmannia picta är en tvåvingeart som beskrevs av Samuel Wendell Williston  1883. Dalmannia picta ingår i släktet Dalmannia och familjen stekelflugor. Inga underarter finns listade i Catalogue of Life.